# 特ダネ記者
『特ダネ記者』（とくダネきしゃ）は、1966年4月23日から1967年10月7日まで、日本テレビ系列で放送されたテレビドラマで、事件記者ドラマ。全50話。放送時間は土曜日20:00〜20:56。モノクロ放送。

## 概要
毎朝新聞社会部が舞台の中心。そこに勤める記者たちが、連日事件などを追い、ライバル紙とのスクープ合戦を繰り広げ、時には団結するその姿とチームワークを描いた。
第14話（1966年10月15日放送）でレギュラー出演者の一部入れ替えがあり、この回より宍戸錠が二谷英明と並ぶ主演として出演していた。
1966年4月から同年9月、1967年5月から同年9月の間はプロ野球ナイター中継が入ったため、イレギュラー放送となっていた。

## キャスト[2]
- 西川武夫：二谷英明
毎朝新聞社会部デスク。「人間の価値は仕事でしか認めない」という考えを持ち、部下を怒鳴ることが多々あるが、その反面、人間的に涙もろいところがある。
- 長島京平：新克利
社会部で最年少で、入社四年目の警察回り記者。明るく、ファイトのある性格。
- 谷口正雄：石濱朗（第1話～第13話）
警視庁記者クラブに務める社会部記者。長島と同期の入社で、いつも長島と競い合っている。
- 吉田虎二：高原駿雄
ベテラン記者。苦労人で、年齢の分だけ人情的なところがある。
- 由木百合子：山本陽子（第1話～第13話）
記者として入社したにもかかわらず、実際は雑用ばかりの仕事を任され、これには大いに不満を持っている。
- 関根三郎：波多野憲
ライバル紙「東邦タイムス」記者。長島とは、現場ではスクープの抜き合いの競争をしているが、一方、仕事を離れたら良き友人として付き合っている。
- 武田（毎朝新聞記者）：小高雄二
- 坪井（カメラマン）：長沢純
- バーのマダム：ロミ・山田（第1話～第13話）
- 喫茶店の店員：木の実ナナ（第1話～第13話）
- 喫茶店の店員：西尾三枝子（第1話～第13話）
- 高城淳一（第5話から）
- 宍戸錠（第14話から）
役柄は、海外取材から帰国したばかりの毎朝新聞記者。“チョイ悪”っぽく、派手な服装で気取ってはいるが、物の考えが鋭く頭の回転が速い。
- 多崎（毎朝新聞記者）：笈田勝弘（第14話から）
- 倉持（東邦タイムス記者）：睦五郎（第14話から）
- 梅野（日報記者）：梅津栄（第14話から）
- 「おたか」のママ：安藤孝子（第14話から）
記者たちの溜まり場である小料理屋「おたか」を切り盛りしている。
- 金次：三遊亭金遊（第14話から）
「おたか」の板前。
- 瞳美沙（第14話から）
- 高品格（第14話から）
- 溝井哲夫
- 東郷秀美
- 友田輝
- 幸田宗丸
- 山谷初男
- 露口茂
- スリ・千吉：立川談志

## スタッフ
- プロデューサー：山口純一郎（日活）、安藤勇二（日本テレビ）
- 脚本：宮田達男、西田一夫、満井宏、北泉優子、渡辺臣蔵、津田幸夫、有本靖彦、阿部桂一、藤村正太、大津皓一、北村浩、大工原正泰、山口純一郎、牧野和夫、召田長
- 監督：中平康、山崎徳次郎、鍛冶昇、遠藤三郎、古川卓巳、柳瀬観、小杉勇、春原政久、堀池清、中島義次、藤浦敦
- 制作：日活テレビ部、日本テレビ

## 放映リスト[3]
| 話数 | 放送日         | サブタイトル         | 脚本               | 演出       | ゲスト                                       |
| ---- | -------------- | -------------------- | ------------------ | ---------- | -------------------------------------------- |
| 1    | 1966年4月23日  | 黒いフィルム         | 宮田達男           | 中平康     | 宇佐美淳也                                   |
| 2    | 1966年4月30日  | 土曜の夜だぜ         | 西田一夫           | 山崎徳次郎 | 進千賀子                                     |
| 3    | 1966年5月14日  | 暗殺指令             | 宮田達男           | 山崎徳次郎 |                                              |
| 4    | 1966年5月21日  | シェーカーを振るとき | 西田一夫           | 中平康     |                                              |
| 5    | 1966年5月28日  | 夜の狼               | 満井宏             | 鍛冶昇     | 夏川かほる                                   |
| 6    | 1966年6月4日   | 空白の時             | 北泉優子           | 中平康     |                                              |
| 7    | 1966年7月9日   | 混血児トム           | 渡辺臣蔵           | 鍛冶昇     | 尾藤イサオ、角梨枝子                         |
| 8    | 1966年7月23日  | 歪んだ愛情           | 津田幸夫           | 鍛冶昇     | 沢たまき、香月美奈子、佐竹明夫               |
| 9    | 1966年8月20日  | けだもの             | 北泉優子、津田幸夫 | 遠藤三郎   | 野口ふみえ、三條美紀、鈴木瑞穂               |
| 10   | 1966年9月17日  | 冷たい手             | 津田幸夫           | 遠藤三郎   | 藤原釜足、北林早苗                           |
| 11   | 1966年9月24日  | 夜の顔の男           |                    |            | 天知茂                                       |
| 12   | 1966年10月1日  | 孤独の映像           | 津田幸夫           | 古川卓巳   | 寺田農、二本柳敏恵、花木章吾、中尾彬、       |
| 13   | 1966年10月8日  | 断崖の女             | 有本靖彦           | 遠藤三郎   | 北あけみ、森塚敏、納谷悟朗                   |
| 14   | 1966年10月15日 | ダイヤモンド作戦     | 阿部桂一           | 遠藤三郎   | 赤沢亜沙子                                   |
| 15   | 1966年10月22日 | 目撃者               | 藤村正太           | 柳瀬観     | 二階堂有希子                                 |
| 16   | 1966年10月29日 | 潜行50時間           | 満井宏             | 小杉勇     | 小林裕子                                     |
| 17   | 1966年11月5日  | 狼が来るぞ!          | 阿部桂一           | 小杉勇     | 立川談志、葵三津子                           |
| 18   | 1966年11月12日 | 勝つと思うな         | 大津皓一           | 遠藤三郎   |                                              |
| 19   | 1966年11月19日 | ブン屋ブルース       | 満井宏             | 小杉勇     | 長門勇、小畠絹子                             |
| 20   | 1966年11月26日 | 脱獄囚を追え         |                    | 遠藤三郎   |                                              |
| 21   | 1966年12月3日  | 私は殺される         | 藤村正太           | 小杉勇     | 南廣、水上竜子                               |
| 22   | 1966年12月10日 | 乙女の祈り           | 満井宏             | 春原政久   | 笠間雪雄、堀井永子、藤竜也、若宮忠三郎       |
| 23   | 1966年12月17日 | 消えた死体           | 北村浩             | 堀池清     | 太宰久雄、岩佐実                             |
| 24   | 1966年12月24日 | 女は魔物             | 阿部桂一           | 小杉勇     | 立川談志、浜川智子、葵三津子                 |
| 25   | 1966年12月31日 | 赤い雪               | 大工原正泰         | 遠藤三郎   | 久遠利三                                     |
| 26   | 1967年1月7日   | 香港から来た女       | 山口純一郎         | 堀池清     | 翠潤子、和田孝、春日章良、糸賀靖雄           |
| 27   | 1967年1月14日  | 空白の10分間         | 藤村正太           | 春原政久   |                                              |
| 28   | 1967年1月21日  | 涙の裏側             | 阿部桂一           | 堀池清     | 加茂良子、児玉謙次                           |
| 29   | 1967年1月28日  | 夜行列車の女         | 牧野和夫           | 堀池清     | 炎加世子、郷鍈治                             |
| 30   | 1967年2月4日   | 影の波紋             | 大工原正泰         | 遠藤三郎   | 巽秀太郎                                     |
| 31   | 1967年2月11日  | 片割れを探せ         | 藤村正太           | 春原政久   | 和田悦子、永山一夫                           |
| 32   | 1967年2月18日  | 血と砂               |                    | 遠藤三郎   | 都築克子、太宰久雄                           |
| 33   | 1967年2月25日  | 銃声                 | 藤村正太           | 堀池清     | 山本清                                       |
| 34   | 1967年3月4日   | 黒い流域             | 大工原正泰         | 中島義次   | 和田文男、大橋好江、藤田尚子、河上喜史朗     |
| 35   | 1967年3月11日  | チャンスは二度ない   | 北村浩             | 鍛冶昇     |                                              |
| 36   | 1967年3月18日  | 裏切りの代償         | 大津皓一           | 鍛冶昇     | 万里昌代、片山明彦、糸賀靖雄                 |
| 37   | 1967年3月25日  | 早春の悲歌           | 阿部桂一           | 春原政久   |                                              |
| 38   | 1967年4月1日   | 華やかな殺人         | 藤村正太           | 春原政久   |                                              |
| 39   | 1967年4月8日   | 名刺の男             | 北村浩             | 堀池清     |                                              |
| 40   | 1967年4月15日  | 足長おじさんの犯罪   | 山口純一郎         | 堀池清     | 北沢彪、中尾彬                               |
| 41   | 1967年4月22日  | 金は魔物             |                    | 春原政久   | 立川談志、浜川智子                           |
| 42   | 1967年4月29日  | バラ色の悪夢         | 山口純一郎         | 堀池清     | 中村歌門、堀越節子                           |
| 43   | 1967年5月6日   | 冷たい札束           | 大工原正泰         | 堀池清     |                                              |
| 44   | 1967年5月27日  | 虎穴に入らずんば…    | 阿部桂一           | 遠藤三郎   | 嵯峨善兵、南風夕子                           |
| 45   | 1967年7月8日   | 遺留品なし           | 北村浩             | 春原政久   |                                              |
| 46   | 1967年7月29日  | 恐怖のアクアラング   | 藤村正太           | 藤浦敦     | 八代真矢子、小川万里子、本郷淳、リーガル天才 |
| 47   | 1967年8月5日   | 国道57号線           | 有本靖彦           | 遠藤三郎   |                                              |
| 48   | 1967年8月26日  | ついてない奴         | 北村浩             | 遠藤三郎   |                                              |
| 49   | 1967年9月30日  | 欲望の果て           | 召田長             |            |                                              |
| 50   | 1967年10月7日  | 女・女・男           | 古川卓巳           | 春原政久   |                                              |